# Adam, Who Is He?

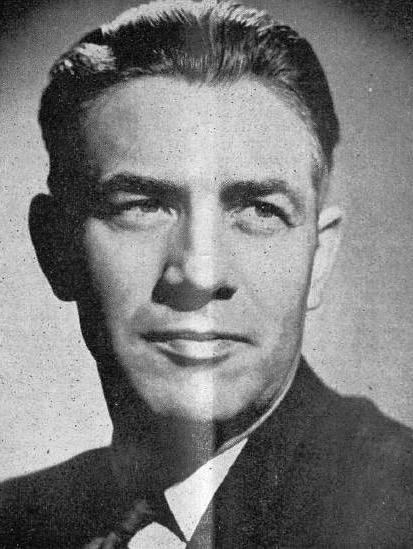
Mark E. Petersen, autor książki

Adam, Who Is He? – książka autorstwa Marka E. Petersena opublikowana po raz pierwszy w 1976. Zawiera zwięzły opis roli biblijnego Adama w wierzeniach świętych w dniach ostatnich. Znana głównie z wypowiedzi na temat teorii Adama-Boga, w praktyce przedstawia oficjalne stanowisko Kościoła Jezusa Chrystusa Świętych w Dniach Ostatnich w tej kwestii. Jest krytykowana, cieszy się popularnością, doczekała się sześciu wydań.

## Tło
Książka ukazała się nakładem Deseret Book z Salt Lake City. Jej autor był w owym czasie członkiem Kworum Dwunastu Apostołów Kościoła Jezusa Chrystusa Świętych w Dniach Ostatnich. Znany był także ze swojej rozległej aktywności pisarskiej, a w jego dorobku znajdowało się już łącznie kilkadziesiąt pozycji.
Publikacja pomyślana została jako zwięzły przegląd wierzeń świętych w dniach ostatnich związanych z Adamem, pierwszym człowiekiem. Była jedną z kilku książek napisanych przez Petersena, których tematyka dotyczyła proroków Starego Testamentu bądź też tych pojawiających się na kartach Księgi Mormona. Jest pozycją niewielką, liczy 96 stron.

## Treść
Poza raczej oczywistym omówieniem roli biblijnego Adama w mormońskiej teologii książka zawiera rozdział poświęcony tak zwanej teorii Adama Boga. Pogląd ten stanowi budzący znaczne kontrowersje i wywołujący nieporozumienia aspekt historycznego rozwoju mormonizmu. Wynika z wypowiedzi drugiego prezydenta Kościoła Brighama Younga, który nauczał, że Adam jest Bogiem Ojcem, jak również jedynym Bogiem, z którym święci w dniach ostatnich mają do czynienia, w swym przemówieniu podczas konferencji generalnej z 9 kwietnia 1852.
Książka, zabierając głos w dyskusji na ten temat, odwołuje się do pism takich przedstawicieli najwyższych władz kościelnych jak Joseph Fielding Smith, John A. Widtsoe czy Charles W. Penrose. Powiela przy tym niektóre zawarte w ich wypowiedziach niejasności, nieporozumienia czy wręcz błędy. Sugeruje na przykład, jakoby sednem tej kwestii było to, czy Brigham Young zrównywał Adama z Elohimem, podzielając tu oparty na nieporozumieniu pogląd Widtsoe. Wbrew stwarzanemu przez wielu komentatorów, w tym Widtsoe i Petersena, wrażeniu Young nie uznawał Adama za Elohima. Rozróżniał ojca Adama od jego dwóch bezpośrednich przodków, kolejno od Jahwe oraz od Elohima. Dodatkowo książka, idąc w ślad za opinią Josepha Fieldinga Smitha z 1939, posuwa się wprost do sugestii, jakoby zachowany tekst przemówienia Younga z 1852 powstał w wyniku błędu niektórych zapisujących je skrybów. Usiłuje zmarginalizować to zagadnienie, traktując je raczej jako ciekawostkę historyczną, nie zaś niosące ze sobą znaczące implikacje ogniwo mormońskich wierzeń. Ignoruje tym samym to, iż przynajmniej niektóre źródła wskazują, że do lat 80. XIX wieku naukę tę można uznać za część głoszonych przez świętych w dniach ostatnich doktryn.
Inną strategią wykorzystywaną na kartach książki do zdyskredytowania teorii Adama-Boga jest wykazywanie jej niezgodności z Księgą Mormona. Petersen powołuje się tu na werset dwunasty drugiego rozdziału Księgi Etera, mówiący o Jezusie Chrystusie, nie zaś o Adamie, jako o Bogu tej ziemi, czyli kontynentu amerykańskiego. Zauważa, że dzieje się tak pomimo tego, iż zgodnie z wierzeniami świętych w dniach ostatnich to Adam zamieszkiwał Adam-ondi-Ahman, położone w obecnym stanie Missouri. Niejako rozwijając wątek niezgodności samej teorii z tekstem kanonicznym książka nadmienia o prymacie pism świętych nad słowami żyjących proroków, w tym również nad słowami Brighama Younga.

## Popularność i znaczenie
Cieszy się znaczną popularnością wśród świętych w dniach ostatnich, do 2017 ukazało się jej sześć wydań. Nie stanowi oficjalnej publikacji kościelnej. Została wszelako opublikowana za zgodą oraz przy aprobacie zarówno Pierwszego Prezydium, jak i Kworum Dwunastu Apostołów. Zawarte w niej tezy Petersen powtórzył w swoim przemówieniu wygłoszonym podczas Konferencji Generalnej z października 1980.
Uznawana w zasadzie za oficjalną odpowiedź Kościoła na wątpliwości i zarzuty związane z teorią Adama-Boga. Od momentu swego ukazania się jest wykorzystywana przez Pierwsze Prezydium w korespondencji dotyczącej tej właśnie kwestii. Sposób, w jaki omawia ten delikatny aspekt historycznego rozwoju wierzeń świętych w dniach ostatnich, jest krytykowany i uznawany przez niektórych za wykrętny i nieszczery. Wpisuje się on niemniej doskonale w sposób, w jaki przywódcy wspólnoty od lat odnoszą się do kwestii kontrowersyjnych i potencjalne mogących zagrozić wierze.